# George Frederick James Temple
George Frederick James Temple (Londra, 2 settembre 1901 – Isola di Wight, 30 gennaio 1992) è stato un matematico britannico, insignito della Medaglia Sylvester nel 1970; è stato presidente della London Mathematical Society dal 1951 al 1953.

## Biografia
Temple ha conseguito il suo primo titolo presso il Birkbeck College tra il 1918 e il 1922, e ha anche lavorato lì come assistente di ricerca. Nel 1924 si trasferì all'Imperial College come assistente, dove lavorò sotto la direzione di Sydney Chapman. Dopo un periodo trascorso con Arthur Eddington all'Università di Cambridge, tornò all'Imperial College come lettore di matematica. Fu nominato professore di matematica al King's College London nel 1932, dove tornò dopo aver prestato servizio nel corso della Seconda guerra mondiale nella Royal Aircraft Establishment a Farnborough. Nel 1953, succedendo a Chapman, fu nominato Sedleian Professor of Natural Philosophy presso l'Università di Oxford, ricoprendo tale cattedra sino al 1968.
Dopo la morte di sua moglie, avvenuta nel 1980, Temple, devoto cristiano, pronunciò i voti monastici nell'ordine benedettino e entrò nell'Abbazia di Quarr sull'Isola di Wight, dove rimase fino alla sua morte.

## Lavori
Temple ha lavorato su diverse aree della fisica teorica, inizialmente sulla teoria della relatività e sulla meccanica quantistica, per poi dedicarsi all'aerodinamica. Nel campo dell'analisi, ha lavorato, tra le altre cose, sull'integrale di Lebesgue e sulle distribuzioni. Nel 1981 ha pubblicato un libro sulla storia della matematica del XX secolo, che, secondo le sue stesse parole, gli ha richiesto dieci anni di studio. Questo volume sulla storia della matematica dal 1870 al 1970 è appositamente scritto per i matematici e tratta solo quegli ambiti su cui ha lavorato, inclusa la logica matematica.

## Pubblicazioni
- (EN) George Temple, 100 Years of Mathematics: a personal viewpoint, Springer-Verlag, 1981, ISBN 0-387-91192-8.
- (EN) George Temple, An introduction to quantum theory, Williams & Norgate, 1931.
- (EN) George Temple, The general principles of quantum theory, Londra, Methuen co. ltd, 1934.
- (EN) George Temple, Rayleigh's Principle and its application to Engineering, Londra, 1933.
- (EN) George Temple, An introduction to fluid mechanics, Oxford, Clarendon Press, 1958.
- (EN) George Temple, The structure of the Lebesgue integration theory, Oxford, Clarendon Press, 1971, ISBN 0-198-53146-X.